# Bapska

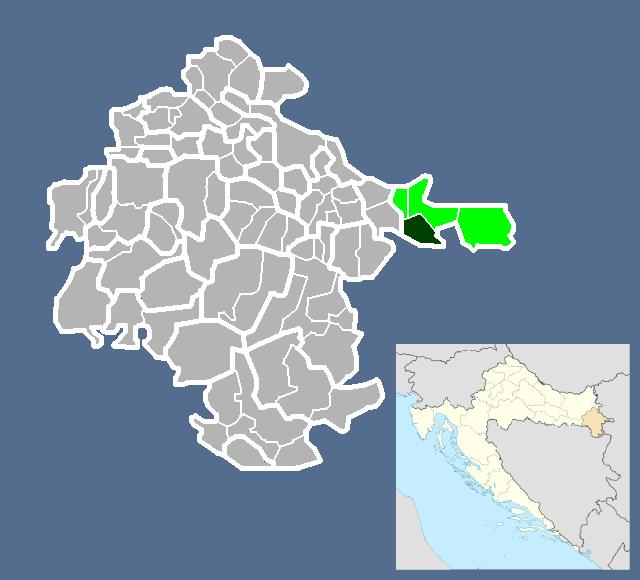
Poloha vesnice Bapska (tmavě modrá) na mapě općiny Ilok (světle zelená) a Vukovarsko-sremské župy (šedá).

Bapska (maďarsky Bábafalva, srbsky v cyrilici Бапска) je vesnice ve východním Chorvatsku, v regionu Srijem. Nachází se v nejvýchodnější části státu, v podhůří Frušky gory. Administrativně spadá pod Vukovarsko-sremskou župu a općinu Ilok. Žije zde 658 obyvatel.
Vesnice je historicky poprvé připomínaná v roce 1332. Její dominantou je cihlový kostel zasvěcený sv. Marii, poničený v letech 1663–1664 a opět v roce 1991 během chorvatské války za nezávislost). V blízkosti vesnice se nachází archeologické naleziště, kde v letech 1911, 1938 a 1961 probíhalo několik průzkumů.
Bapska se v říjnu 2015 stala místem nekontrolovaného přecházení uprchlíků a ekonomických migrantů během evropské migrační krize. Důvodem, proč si uprchlíci vybrali obec Bapska byla skutečnost, že se balkánská trasa přesunula po výstavbě maďarského pohraničního plotu z Maďarska do Chorvatska a Slovinska a také skutečnost, že hlavní hraniční přechody byly striktně hlídány. Uprchlíci byli přiváženi do západosrbského města Šid autobusy ze záchytného centra v Preševu, a odtud pokračovali pěšky na sever přes vesnici Barkasovo na chorvatské území k Bapskoj.